# Octávio Neto Valério
Octávio Neto Valério (* 1930; † 2019 in Cascais) war ein Diplomat aus Portugal.

## Leben
Nach seinem Eintritt in den Auswärtigen Dienst des portugiesischen Außenministeriums wurde er selbst Botschafter. Vollverantwortlicher Leiter einer Botschaft wurde er erstmals 1985, als er Portugiesischer Botschafter in China wurde. Er gehörte in der Funktion zur Kommission, die die Übergabe Macaus an die Volksrepublik China aushandelte. Macau war seit dem 16. Jahrhundert eine Portugiesische Überseebesitzung. Neto Valério wirkte dabei mit an dem chinesisch-portugiesischen Vertrag, der am 13. April 1987 von Chinas Premierminister Zhao Ziyang und Portugals Staatspräsidenten Aníbal Cavaco Silva unterzeichnet wurde und die Übergabe Macaus an die Volksrepublik China 1999 festlegte.
Am 15. September 1989 wurde Neto Valério durch den Staatspräsidenten Portugals mit dem Großkreuz des Portugiesischen Verdienstordens ausgezeichnet.
1989 verließ er China und wurde Portugals Vertreter in der Schweiz und war damit auch Portugals Botschafter in Liechtenstein. 1993 wechselte er ins östliche Nachbarland, wo er portugiesischer Botschafter in Österreich wurde damit auch Portugal in Slowenien vertrat.
1995 wechselte Neto Valério in den diplomatischen Ruhestand.
2019 starb Neto Valério im Kreis Cascais. Die portugiesische Presse erinnerte in ihren Nachrufen vor allem an Valérios Leistungen in den Verhandlungen zur Übergabe Macaus an China.